# Огиевич, Игнатий Алексеевич
Игнатий Алексеевич Огиевич (1857, село Брашевичи, Кобринский уезд, Гродненская губерния — не ранее 1918) — директор народных училищ Гродненской и Виленской губерний, действительный статский советник.

## Биография
Родился в семье священника. Женат, трое детей.
Окончил Литовскую духовную семинарию (1877) и Санкт-Петербургскую духовную академию со степенью кандидата богословия (1881).
Помощник смотрителя и член правления Виленского духовного училища (1881), одновременно преподаватель истории и географии в училище при Мариинском женском монастыре, надворный советник (1885).
Инспектор народных училищ Виленской губернии (1895).
Директор учительской семинарии в городе Свислочь, статский советник (1900).
Директор народных училищ Гродненской губернии (1902), затем Виленской губернии (1904), действительный статский советник (1910), член Литовского епархиального училищного совета и Попечительского совета Виленского учебного округа, казначей Виленского отдела общества «Русское зерно». Жил в городе Дисна.
В 1917—1918 годах член Поместного собора Православной российской церкви по избранию как мирянин от Литовской епархии, участвовал в 1-й и 3-й сессиях, член IV, VI, VII, XIV, XVII отделов.
В 1918 году жил в Петрограде (5-я рота, дом 24, квартира 14).

## Награды
Ордена Святого Станислава 3-й, 2-й и 1-й (1916) степени, Святой Анны 3-й и 2-й (1903) степени, Святого Владимира 3-й степени (1914).